# Gare de Novooleksiïvka
La gare de Novooleksiïvka (ukrainien : Новоолексіївка) est une gare ferroviaire située dans la commune urbaine de Novooleksiïvka, dans l'oblast de Kherson, en Ukraine.

## Situation ferroviaire
Elle ouvre en 1874 sur la ligne  Melitopol–Djankoï.

## Service des voyageurs

### Intermodalité
Depuis l'annexion de la Crimée en 2014, c'est la dernière gare ukrainienne desservie.